# Marta Diwiejewska
Marta, imię świeckie: Maria Siemionowna Miliukowa – święta mniszka prawosławna. 
Do żeńskiego monasteru w Diwiejewie zgłosiła się razem ze starszą siostrą, mając 13 lat. Mimo jej młodego wieku opiekun duchowy zakonnic, późniejszy święty mnich Serafin z Sarowa zgodził się, by została posłusznicą w klasztorze. Dziewczyna została jego uczennicą duchową. Według tradycji wyróżniała się surowością podejmowanych wyrzeczeń ascetycznych, cały czas spędzała na modlitwie. Z własnej woli wykonywała również najcięższe prace w klasztorze. 
Mając 19 lat posłusznica Maria ciężko zachorowała i wkrótce zmarła. Przed śmiercią hieromnich Serafin w tajemnicy przyjął od niej śluby wielkiej schimy z imieniem Marta. Została pochowana w grobie wykopanym osobiście przez Serafina. Wspominał on później, że na jej grobie modlił się zawsze, ilekroć odwiedzał pozostający pod jego opieką monaster w Diwiejewie. 